# Claiborne megye (Louisiana)
Claiborne megye az Amerikai Egyesült Államokban, azon belül Louisiana államban található. Megyeszékhelye és legnagyobb városa Homer. Lakosainak száma 14 170 fő (2020. április 1.). Claiborne megye Union, Bienville, Columbia, Union, Lincoln és Webster megyékkel határos.

## Népesség
A megye népességének változása:
| Lakosok száma | 17 153 | 16 956 | 16 832 | 16 650 | 16 295 | 14 170 |
|               | 2010   | 2011   | 2012   | 2013   | 2015   | 2020   |